# Autobahn Jilin–Heihe
Die Autobahn Jilin–Heihe oder Jihei-Autobahn (chinesisch 吉黑高速公路, Pinyin Jíhēi gāosù gōnglù, englisch Jihei Expressway), chin. Abk. G1211, ist eine regionale Autobahn in den Provinzen Jilin und Heilongjiang im Nordosten Chinas. Die 815 km lange Autobahn beginnt an der Autobahn G12 bei der Stadt Jilin und führt in nördlicher Richtung über Harbin, Baiquan und Bei’an bis nach Heihe an der russischen Grenze. Bislang ist lediglich das Teilstück zwischen Bei’an und Heihe fertiggestellt.